# Lehotzky Egyed
Király-lehotai Lehotzky Egyed (Breznóbánya, 1822. – Besztercebánya, 1894. október 31.) földbirtokos és országgyűlési képviselő.

## Élete
Középiskoláit szülővárosában végezte, majd a Pesti Egyetemen jogot hallgatott; azután ügyvédi oklevelet nyert. Király-lehotai és tarnóci (Liptó megye) földbirtokos. A breznóbányai (Zólyom megye) kerületet 1865-től képviselte az országgyűlésen, a fúzió létrejöttekor a Szabadelvű Párthoz csatlakozott. A zólyom-lipcsei Gizella-munkás árvaház felügyelő bizottságának elnöke; Zólyom vármegye törvényhatósági bizottságának tagja és Libetbánya város díszpolgára volt.

## Műve
- A zólyom-lipcsei «Gizella» munkás árvaház szervezete, munkarendje, alapszabályai és értesítője az 1873-1888. évekről. Beszterczebánya, 1884. Fényképpel.

Országgyűlési beszédei 1865-től a Naplóban vannak.